# Difference
Difference är det finländska power metal-bandet Dreamtales tredje studioalbum, utgivet i februari 2005 på Spinefarm Records och i Japan på Avalon. Albumet föregicks av singeln "Wellon" i januari samma år.
Albumet producerades av Timo Tolkki (Stratovarius) och var bandets första och enda med sångaren Jarkko Ahola.

## Låtlista
1. "Lost Souls" – 3:12
2. "Wings of Icaros" – 4:54
3. "New Life" – 4:50
4. "Lucid Times" – 7:31
5. "Mirror" – 3:28
6. "World's Child" – 3:57
7. "Sail Away" – 3:46
8. "Fly" – 4:07
9. "Secret Door" – 3:55
10. "We Are One" – 4:19
11. "Green Fields" – 3:11

Bonusspår på den japanska utgåvan
1. "Powerplay" – 4:12

## Medverkande
Musiker
- Jarkko Ahola – sång, gitarr
- Rami Keränen – gitarr, bakgrundssång
- Esa Orjatsalo – gitarr
- Pasi Ristolainen – basgitarr, gitarr
- Turkka Vuorinen – keyboard
- Petteri Rosenbom – trummor

Bidragande musiker
- Sanna Natunen – bakgrundssång
- Mikko Mattila – gitarr

Produktion
- Timo Tolkki – producent, inspelningstekniker
- Pasi Ristolainen – inspelningstekniker
- Samu Oittinen – inspelningstekniker
- Henri Virsell – inspelningstekniker
- Jarkko Ahola – inspelningstekniker
- Mikko Karmila – mixning
- Mika Jussila – mastering
- Jarno Lahti – albumkonst, layout
- Harri Hinkka – foto

## Inspelningsinformation
Inspelningsstudior:
- TDM-Studio, Tammerfors
- Fantom Studio, Tammerfors
- Golden Works, Helsingfors